# Chrysolina lichenis
Chrysolina lichenis é uma espécie de artrópode pertencente à família Chrysomelidae.